# Сергієвицька сільська рада
Сергієвицька сільська рада (біл. Сяргеевічскі сельсавет) — колишня адміністративно-територіальна одиниця в складі Пуховицького району розташована в Мінській області Білорусі. Адміністративним центром було село — Сергієвичі.
Сергієвицька сільська рада була розташована в межах центральної Білорусі, в східній частині Мінської області орієнтовне розташування — супутникові знимки [Архівовано 25 серпня 2011 у WebCite], західніше районного центру Мар'їна Горка.
Рішенням Мінської обласної ради депутатів від 29 червня 2006 року, щодо змін адміністративно-територіального устрою Мінської області, сільська рада була зліквідована, а села передані до складу Правдинської селищної ради.
До складу сільради входили 11 населених пунктів:
Барбарове • Волосач • Дуброво • Ковалевичі • Кристампілля • Кукига • Малинівка • Пристань • Сергієвичі • Слопищі • Теребель.